# Henry Tate

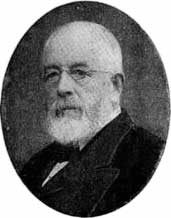
Henry Tate

Henry Tate sir (ur. 11 marca 1819, zm. 5 grudnia 1899) – brytyjski przedsiębiorca cukrowniczy i filantrop.
W 1869 roku założył cukrownię Henry Tate & Sons, która w wyniku połączenia z konkurencyjnym zakładem Abram Lyle & Sons, w 1921 roku dała początek spółce Tate & Lyle.
Ufundował londyńską galerię sztuki National Gallery of British Art, która przemianowana została w późniejszych latach na jego cześć na Tate Gallery (obecnie Tate Britain).